# Duppy
Duppy é uma palavra do patoá jamaicano, originária da África Oeste, que significa fantasma ou espírito. Grande parte do folclore do Caribe gira em torno dos duppies. Os Duppies são geralmente considerados como espíritos malévolos. Diz-se que eles saem e procuram as pessoas geralmente à noite, e as pessoas da ilha alegam de tê-los vistos. 'O Bezerro Urrante', 'Cavalo de três patas' ou o 'Ol' Higue' são os exemplos dos mais maliciosos dos duppies.

## Origem
O folclore de Duppy origina-se do banto língua da África do Oeste. Um duppy pode ser uma manifestação (no ser humano ou na forma de animais) da alma de uma pessoa morta, ou um ser sobrenatural malévolo. Na cultura Jamaicana, acredita-se que uma pessoa possui duas almas - uma boa alma e uma alma terrestre. Na morte, a alma boa vai ao céu ser julgada por Deus, enquanto o espírito terrestre permanece durante três dias no caixão de defunto com o corpo, onde ele pode escapar se as precauções próprias não forem tomadas, e aí ela aparecerá como um Duppy.